# ۷۶ روز
۷۶ روز (به انگلیسی: 76 Days) یک فیلم مستند آمریکایی به کارگردانی هائو وو، ویکسی چن و آنانیموس است که در سال ۲۰۲۰ منتشر شده‌است. در روزهای ابتدایی شیوع ویروس کرونا، مبارزات و مقاومت انسانی در نبرد برای زنده ماندن از بیماری همه گیر در ووهان، چین را به تصویر می‌کشد.
این فیلم اولین نمایش جهانی خود را در جشنواره بین‌المللی فیلم تورنتو در ۱۴ سپتامبر ۲۰۲۰ برگزار کرد و مورد تحسین منتقدان قرار گرفت. این فیلم در ۴ دسامبر سال ۲۰۲۰ در سینماهای منتخب ایالات متحده اکران می‌شود.

## تولید
تولید فیلم در فوهان در فوریه ۲۰۲۰، بلافاصله پس از آغاز قفل ووهان، در چهار بیمارستان مختلف آغاز شد.